# Günter Mahler
Günter Mahler (* 9. Februar 1945 in Freudenstadt; † 12. Oktober 2016 in Stuttgart) war ein deutscher Physiker.

## Leben
Mahler studierte Physik an der Universität Frankfurt am Main. Darauf war er Assistent bei Heinz Bilz an der Technischen Universität München und bei Ulrich Schröder an der Universität Regensburg, wo er 1972 mit seiner Dissertation Zur Theorie gebundener Exzitonen in Halbleitern promoviert wurde. Als Postdoktorand ging er zu Joseph L. Birman an der New York University.
Mahler habilitierte sich und wurde 1977 Professor an der Universität Stuttgart, an der er bis zu seiner Pensionierung 2011 blieb. Sein Arbeitsgebiet war die Quantenthermodynamik. 1987 veröffentlichte er mit Klaus Obermayer und Hermann Haken eine Arbeit über die Informationsverarbeitung in Quantennetzwerken und 1999 mit Ilki Kim eine Arbeit über die Musterbildung in Quanten-Turingmaschinen. Dem Konzept des Quantencomputers stand er wegen des erforderlichen hohen technischen Aufwandes kritisch gegenüber. Dazu veröffentlichte er mit Heiko Schröder die Arbeit Work exchange between quantum systems: the spin-oscillator model. Forschungsaufenthalte in Straßburg, Phoenix (Arizona), Santa Fe (New Mexico), Eugene (Oregon), Brisbane, Sydney und Kapstadt führten zu vielen fruchtbaren Kooperationen. Er war Mitglied des Editorial Boards der Physical Review Letters.